# Marcello Hernandez
Marcello Andrés Hernández-Gonzáles (Miami, 19 de agosto de 1997) es un comediante estadounidense de origen cubano y dominicano. Ha sido miembro del elenco del programa de comedia de NBC Saturday Night Live desde la temporada 48 en 2022.

## Biografía

### Primeros años
Nació y creció en Miami, Florida, donde asistió al Colegio de Belén. Se graduó de la Universidad John Carroll en 2019 con un título en emprendimiento y comunicación. En 2021, se convirtió en el entrenador asistente de fútbol de Colegio de Belén. Es de ascendencia cubana por parte de su madre y dominicana por parte de su padre.

### Carrera
Comenzó su carrera como comediante realizando videos cortos de comedia en sus redes sociales, así como presentando el programa semanal Only in Dade sobre su hogar de Miami, en TikTok. Se mudó a Nueva York en 2019 para seguir su carrera como comediante. En 2022, fue seleccionado para Just for Laughs New Face of Comedy.
En 2022, se unió al elenco de la serie de comedia de NBC Saturday Night Live, convirtiéndose en el primer miembro del elenco del programa de la Generación Z. Es conocido por interpretar al personaje recurrente de Domingo, el amante de Kelsey, una novia mujeriego interpretada por Chloe Fineman. En el episodio del 5 de octubre de 2024, Saturday Night Live presentó un sketch de parodia del programa en español Sábado Gigante, con Hernández interpretando a Don Francisco. El sketch recibió elogios de Francisco, quien agradeció al programa y a Hernández por "traer recuerdos de nuestro Sábado Gigante".